# Ángel Víctor Torres
Ángel Víctor Torres Pérez (ur. 30 marca 1966 w Arucas) – hiszpański polityk, nauczyciel i samorządowiec, działacz Hiszpańskiej Socjalistycznej Partii Robotniczej (PSOE), poseł do Kongresu Deputowanych, od 2019 do 2023 prezydent Wysp Kanaryjskich, od 2023 minister polityki terytorialnej i demokracji.

## Życiorys
W 1989 ukończył filologię hiszpańską na Universidad de La Laguna, kształcił się następnie na kursach doktoranckich. W 1991 uzyskał uprawnienia nauczyciela szkoły średniej, podejmując pracę w tym zawodzie.
Zaangażował się w działalność polityczną w ramach PSOE na Wyspach Kanaryjskich. W 1999 został radnym rodzinnej miejscowości, w 2001 rzecznikiem miejskim swojej partii. Od 2003 do 2007 sprawował po raz pierwszy urząd burmistrza Arucas. W latach 2009–2011 zasiadał w Kongresie Deputowanych IX kadencji. Następnie do 2015 pełnił ponownie funkcję alkada Arucas. Zajmował stanowisko sekretarza generalnego PSOE na wyspie Gran Canaria. W 2017 wybrany na sekretarza generalnego socjalistów na Wyspach Kanaryjskich.
W 2019 uzyskał mandat posła do kanaryjskiego parlamentu. W lipcu tegoż roku powołany na prezydenta Wysp Kanaryjskich. Funkcję tę pełnił do lipca 2023, gdy na urząd prezydenta powrócił Fernando Clavijo Batlle. Pozostał członkiem regionalnego parlamentu na kolejną kadencję.
W listopadzie 2023 został ministrem polityki terytorialnej i demokracji w trzecim rządzie Pedra Sáncheza.